# Cheilocostus sopuensis
Cheilocostus sopuensis là một loài thực vật có hoa trong họ Costaceae. Loài này được (Maas & H.Maas) C.Specht mô tả khoa học đầu tiên năm 2006.